# Частно арменско училище „Вартанян“ (Шумен)
Частно арменско училище „Вартанян“ е училище в Шумен, което съществува от 1834 г. През учебната 1945/1946 г. е одържавено и през 1959 г. е закрито.

## История
Първите арменци в Шумен се заселват през 1605 г. През 1834 г. е регистрирано първото училище в града в учебната статистика на училищата, съставена от Цариградската mатриаршия. Първите учителки на това училище са били сестрите Тебир и Дуду. На тяхно име е наречено училището – училище на Тебир дудуите. По-късно е наречено народно Вартанянско училище. Учители са Даджат, Бейлерян, Ховалес Маджарян, Степан Абазян, Ареман Доникян и др. Особено място заемат учителите Агоп Монтащни и Хорен Кючукян. До 9 септември 1944 г. училището е частно.
От учебната 1945/1946 г. е одържавено, съгласно новоизлезлия наредба-закон за малцинствените училища. Преименувано е на Арменско начално училище „Вартанян“. Обучението в него се води на български и арменски език, по специална програма за арменските училища в България. През 1959 г. училището е закрито, съгласно закона за по-тясна връзка на училището с живота.
Архивът на училището се съхранява във фондовете № 217К и № 213 в Държавен архив – Шумен. Те се състоят от общо 39 архивни единици.